# Phương ngữ Kagoshima
Phương ngữ Satsugū (薩隅方言 (Tát Ngung phương ngôn) Satsugū Hōgen) hay phương ngữ Kagoshima (鹿児島弁 (Lộc Nhi Đảo biện) Kagoshima-ben, Kagomma-ben, Kago'ma-ben, Kagoima-ben), là một nhóm phương ngữ hay dãy phương ngữ tiếng Nhật nói chủ yếu trong phạm vi hai tỉnh cũ Ōsumi và Satsuma nay nằm trong địa phận tỉnh Kagoshima. Nó cũng có thể được gọi là phương ngữ Satsuma (薩摩方言 Satsuma Hōgen hay 薩摩弁 Satsuma-ben), do sự nổi bật của tỉnh Satsuma và phiên Satsuma (bao gồm Satsuma, Ōsumi và góc tây nam Hyūga). Dù không phải một ngôn ngữ riêng biệt, người ta vẫn thường nhắc đến phương ngữ Satsugū do mức độ thông hiểu thấp với cả những phương ngữ Kyūshū lân cận. Nó chia sẻ một số đặc điểm khu vực với các phương ngữ Kyūshū khác và chừng 3/4 khối từ vựng với tiếng Nhật chuẩn.

## Phân bố và tiểu phương ngữ

Phân loại truyền thống:
■ Satsuma, ■ Ōsumi, ■ Morokata ■ khác
(phạm vi xấp xỉ)

Khu vực nói phương ngữ Satsugū thường được xác định là vùng thuộc phiên Satsuma trong lịch sử (bao gồm đa phần tỉnh Kagoshima, nằm ở góc nam đảo Kyushu, cùng một phần nhỏ tỉnh Miyazaki về phía đông). Có thể chia tiếng nói vùng này ra làm ba phương ngữ con: phương ngữ Satsuma ở tây Kagoshima, phương ngữ Ōsumi ở Kagoshima, phương ngữ Morokata ở mút cùng tây nam tỉnh Miyazaki).
Tuy nhiên, sự đa dạng nội phương ngữ trên thực tế lớn hơn nhiều, làm cho cách phân loại làm ba phương ngữ con như trên thiếu chính xác. Thành phố, thị trấn, làng mạc ngay liền nhau có thể có khác biệt về khác âm, từ vựng, lối nói hay đặc điểm ngữ pháp, và tiếng nói trên đảo xa bờ còn cho thấy sự khác biệt lớn hơn nữa do sự cô lập trong lịch sử. Bởi vậy, có thể coi Satsugū là một dãy phương ngữ (nơi càng gần nhau thì càng giống nhau, nơi càng xa thì khác biệt càng lớn). Theo cách nhìn này, mọi phân vùng ở Kyushu—gồm Satsuma, Ōsumi, Morokata—tạo nên một nhánh phương ngữ liên quan, thiếu ranh giới chia tách do sự tiếp xúc lâu dài giữa những phân vùng. Ngược lại, những đảo xa bờ có tiếng nói đặc trưng hơn, tạo nên ba nhánh phương ngữ. Ba nhánh này là: phương ngữ quần đảo Koshikijima về phía tây, phương ngữ quần đảo Ōsumi ngay về phía nam (như Tanegashima, Yakushima, Kuchinoerabu) và phương ngữ quần đảo Tokara xa hơn về phía nam. Tiếng nói trên quần đảo Amami không thuộc phương ngữ Satsugū, mà là một phần của nhóm ngôn ngữ Lưu Cầu Bắc.
Dưới đây là cây phát sinh ví dụ về tiểu phương ngữ Satsugū (vùng trong ngoặc đơn chỉ là xấp xỉ):
| Hokusatsu (Bắc‑Tây Satsuma) | \| \| Izumi-Akune (và vùng xung quanh) \| \| \| \| \| \| Nagashima-Shishijima \| \| \| \| |
|                             | \| \| Izumi-Akune (và vùng xung quanh) \| \| \| \| \| \| Nagashima-Shishijima \| \| \| \| |
|                             | Izumi-Akune (và vùng xung quanh)                                                          |
|                             |                                                                                           |
|                             | Nagashima-Shishijima                                                                      |
|                             |                                                                                           |

|  | Izumi-Akune (và vùng xung quanh) |
|  |                                  |
|  | Nagashima-Shishijima             |
|  |                                  |

| Nam Satsuma | \| \| Nam bán đảo Satsuma (Makurazaki) \| \| \| \| \| \| Tây quần đảo Ōsumi (Kuroshima, Takeshima, Iōjima) \| \| \| \| |
|             | \| \| Nam bán đảo Satsuma (Makurazaki) \| \| \| \| \| \| Tây quần đảo Ōsumi (Kuroshima, Takeshima, Iōjima) \| \| \| \| |
|             | Nam bán đảo Satsuma (Makurazaki)                                                                                       |
|             | |
|             | Tây quần đảo Ōsumi (Kuroshima, Takeshima, Iōjima)                                                                      |
|             | |

|  | Nam bán đảo Satsuma (Makurazaki)                  |
|  |                                                   |
|  | Tây quần đảo Ōsumi (Kuroshima, Takeshima, Iōjima) |
|  |                                                   |

| Hokusatsu (Bắc‑Tây Satsuma) | \| \| Izumi-Akune (và vùng xung quanh) \| \| \| \| \| \| Nagashima-Shishijima \| \| \| \| |
|                             | \| \| Izumi-Akune (và vùng xung quanh) \| \| \| \| \| \| Nagashima-Shishijima \| \| \| \| |
|                             | Izumi-Akune (và vùng xung quanh)                                                          |
|                             |                                                                                           |
|                             | Nagashima-Shishijima                                                                      |
|                             |                                                                                           |

|  | Izumi-Akune (và vùng xung quanh) |
|  |                                  |
|  | Nagashima-Shishijima             |
|  |                                  |

| Nam Satsuma | \| \| Nam bán đảo Satsuma (Makurazaki) \| \| \| \| \| \| Tây quần đảo Ōsumi (Kuroshima, Takeshima, Iōjima) \| \| \| \| |
|             | \| \| Nam bán đảo Satsuma (Makurazaki) \| \| \| \| \| \| Tây quần đảo Ōsumi (Kuroshima, Takeshima, Iōjima) \| \| \| \| |
|             | Nam bán đảo Satsuma (Makurazaki)                                                                                       |
|             | |
|             | Tây quần đảo Ōsumi (Kuroshima, Takeshima, Iōjima)                                                                      |
|             | |

|  | Nam bán đảo Satsuma (Makurazaki)                  |
|  |                                                   |
|  | Tây quần đảo Ōsumi (Kuroshima, Takeshima, Iōjima) |
|  |                                                   |

| Hokusatsu (Bắc‑Tây Satsuma) | \| \| Izumi-Akune (và vùng xung quanh) \| \| \| \| \| \| Nagashima-Shishijima \| \| \| \| |
|                             | \| \| Izumi-Akune (và vùng xung quanh) \| \| \| \| \| \| Nagashima-Shishijima \| \| \| \| |
|                             | Izumi-Akune (và vùng xung quanh)                                                          |
|                             |                                                                                           |
|                             | Nagashima-Shishijima                                                                      |
|                             |                                                                                           |

|  | Izumi-Akune (và vùng xung quanh) |
|  |                                  |
|  | Nagashima-Shishijima             |
|  |                                  |

| Nam Satsuma | \| \| Nam bán đảo Satsuma (Makurazaki) \| \| \| \| \| \| Tây quần đảo Ōsumi (Kuroshima, Takeshima, Iōjima) \| \| \| \| |
|             | \| \| Nam bán đảo Satsuma (Makurazaki) \| \| \| \| \| \| Tây quần đảo Ōsumi (Kuroshima, Takeshima, Iōjima) \| \| \| \| |
|             | Nam bán đảo Satsuma (Makurazaki)                                                                                       |
|             | |
|             | Tây quần đảo Ōsumi (Kuroshima, Takeshima, Iōjima)                                                                      |
|             | |

|  | Nam bán đảo Satsuma (Makurazaki)                  |
|  |                                                   |
|  | Tây quần đảo Ōsumi (Kuroshima, Takeshima, Iōjima) |
|  |                                                   |

| Hokusatsu (Bắc‑Tây Satsuma) | \| \| Izumi-Akune (và vùng xung quanh) \| \| \| \| \| \| Nagashima-Shishijima \| \| \| \| |
|                             | \| \| Izumi-Akune (và vùng xung quanh) \| \| \| \| \| \| Nagashima-Shishijima \| \| \| \| |
|                             | Izumi-Akune (và vùng xung quanh)                                                          |
|                             |                                                                                           |
|                             | Nagashima-Shishijima                                                                      |
|                             |                                                                                           |

|  | Izumi-Akune (và vùng xung quanh) |
|  |                                  |
|  | Nagashima-Shishijima             |
|  |                                  |

| Nam Satsuma | \| \| Nam bán đảo Satsuma (Makurazaki) \| \| \| \| \| \| Tây quần đảo Ōsumi (Kuroshima, Takeshima, Iōjima) \| \| \| \| |
|             | \| \| Nam bán đảo Satsuma (Makurazaki) \| \| \| \| \| \| Tây quần đảo Ōsumi (Kuroshima, Takeshima, Iōjima) \| \| \| \| |
|             | Nam bán đảo Satsuma (Makurazaki)                                                                                       |
|             | |
|             | Tây quần đảo Ōsumi (Kuroshima, Takeshima, Iōjima)                                                                      |
|             | |

|  | Nam bán đảo Satsuma (Makurazaki)                  |
|  |                                                   |
|  | Tây quần đảo Ōsumi (Kuroshima, Takeshima, Iōjima) |
|  |                                                   |

| Hokusatsu (Bắc‑Tây Satsuma) | \| \| Izumi-Akune (và vùng xung quanh) \| \| \| \| \| \| Nagashima-Shishijima \| \| \| \| |
|                             | \| \| Izumi-Akune (và vùng xung quanh) \| \| \| \| \| \| Nagashima-Shishijima \| \| \| \| |
|                             | Izumi-Akune (và vùng xung quanh)                                                          |
|                             |                                                                                           |
|                             | Nagashima-Shishijima                                                                      |
|                             |                                                                                           |

|  | Izumi-Akune (và vùng xung quanh) |
|  |                                  |
|  | Nagashima-Shishijima             |
|  |                                  |

| Nam Satsuma | \| \| Nam bán đảo Satsuma (Makurazaki) \| \| \| \| \| \| Tây quần đảo Ōsumi (Kuroshima, Takeshima, Iōjima) \| \| \| \| |
|             | \| \| Nam bán đảo Satsuma (Makurazaki) \| \| \| \| \| \| Tây quần đảo Ōsumi (Kuroshima, Takeshima, Iōjima) \| \| \| \| |
|             | Nam bán đảo Satsuma (Makurazaki)                                                                                       |
|             | |
|             | Tây quần đảo Ōsumi (Kuroshima, Takeshima, Iōjima)                                                                      |
|             | |

|  | Nam bán đảo Satsuma (Makurazaki)                  |
|  |                                                   |
|  | Tây quần đảo Ōsumi (Kuroshima, Takeshima, Iōjima) |
|  |                                                   |

| Hokusatsu (Bắc‑Tây Satsuma) | \| \| Izumi-Akune (và vùng xung quanh) \| \| \| \| \| \| Nagashima-Shishijima \| \| \| \| |
|                             | \| \| Izumi-Akune (và vùng xung quanh) \| \| \| \| \| \| Nagashima-Shishijima \| \| \| \| |
|                             | Izumi-Akune (và vùng xung quanh)                                                          |
|                             |                                                                                           |
|                             | Nagashima-Shishijima                                                                      |
|                             |                                                                                           |

|  | Izumi-Akune (và vùng xung quanh) |
|  |                                  |
|  | Nagashima-Shishijima             |
|  |                                  |

| Nam Satsuma | \| \| Nam bán đảo Satsuma (Makurazaki) \| \| \| \| \| \| Tây quần đảo Ōsumi (Kuroshima, Takeshima, Iōjima) \| \| \| \| |
|             | \| \| Nam bán đảo Satsuma (Makurazaki) \| \| \| \| \| \| Tây quần đảo Ōsumi (Kuroshima, Takeshima, Iōjima) \| \| \| \| |
|             | Nam bán đảo Satsuma (Makurazaki)                                                                                       |
|             | |
|             | Tây quần đảo Ōsumi (Kuroshima, Takeshima, Iōjima)                                                                      |
|             | |

|  | Nam bán đảo Satsuma (Makurazaki)                  |
|  |                                                   |
|  | Tây quần đảo Ōsumi (Kuroshima, Takeshima, Iōjima) |
|  |                                                   |

| Hokusatsu (Bắc‑Tây Satsuma) | \| \| Izumi-Akune (và vùng xung quanh) \| \| \| \| \| \| Nagashima-Shishijima \| \| \| \| |
|                             | \| \| Izumi-Akune (và vùng xung quanh) \| \| \| \| \| \| Nagashima-Shishijima \| \| \| \| |
|                             | Izumi-Akune (và vùng xung quanh)                                                          |
|                             |                                                                                           |
|                             | Nagashima-Shishijima                                                                      |
|                             |                                                                                           |

|  | Izumi-Akune (và vùng xung quanh) |
|  |                                  |
|  | Nagashima-Shishijima             |
|  |                                  |

| Nam Satsuma | \| \| Nam bán đảo Satsuma (Makurazaki) \| \| \| \| \| \| Tây quần đảo Ōsumi (Kuroshima, Takeshima, Iōjima) \| \| \| \| |
|             | \| \| Nam bán đảo Satsuma (Makurazaki) \| \| \| \| \| \| Tây quần đảo Ōsumi (Kuroshima, Takeshima, Iōjima) \| \| \| \| |
|             | Nam bán đảo Satsuma (Makurazaki)                                                                                       |
|             | |
|             | Tây quần đảo Ōsumi (Kuroshima, Takeshima, Iōjima)                                                                      |
|             | |

|  | Nam bán đảo Satsuma (Makurazaki)                  |
|  |                                                   |
|  | Tây quần đảo Ōsumi (Kuroshima, Takeshima, Iōjima) |
|  |                                                   |

| Hokusatsu (Bắc‑Tây Satsuma) | \| \| Izumi-Akune (và vùng xung quanh) \| \| \| \| \| \| Nagashima-Shishijima \| \| \| \| |
|                             | \| \| Izumi-Akune (và vùng xung quanh) \| \| \| \| \| \| Nagashima-Shishijima \| \| \| \| |
|                             | Izumi-Akune (và vùng xung quanh)                                                          |
|                             |                                                                                           |
|                             | Nagashima-Shishijima                                                                      |
|                             |                                                                                           |

|  | Izumi-Akune (và vùng xung quanh) |
|  |                                  |
|  | Nagashima-Shishijima             |
|  |                                  |

| Nam Satsuma | \| \| Nam bán đảo Satsuma (Makurazaki) \| \| \| \| \| \| Tây quần đảo Ōsumi (Kuroshima, Takeshima, Iōjima) \| \| \| \| |
|             | \| \| Nam bán đảo Satsuma (Makurazaki) \| \| \| \| \| \| Tây quần đảo Ōsumi (Kuroshima, Takeshima, Iōjima) \| \| \| \| |
|             | Nam bán đảo Satsuma (Makurazaki)                                                                                       |
|             | |
|             | Tây quần đảo Ōsumi (Kuroshima, Takeshima, Iōjima)                                                                      |
|             | |

|  | Nam bán đảo Satsuma (Makurazaki)                  |
|  |                                                   |
|  | Tây quần đảo Ōsumi (Kuroshima, Takeshima, Iōjima) |
|  |                                                   |

|  | Bắc (Kami-Koshikijima)   |
|  |                          |
|  | Trung (Naka-Koshikijima) |
|  |                          |
|  | Nam (Shimo-Koshikijima)  |
|  |                          |

|  | bắc Tanegashima (Nishinoomote)         |
|  |                                        |
|  | nam Tanegashima (Nakatane, Minamitane) |
|  |                                        |

|  | Yakushima    |
|  |              |
|  | Kuchinoerabu |
|  |              |

|  | bắc Tanegashima (Nishinoomote)         |
|  |                                        |
|  | nam Tanegashima (Nakatane, Minamitane) |
|  |                                        |

|  | Yakushima    |
|  |              |
|  | Kuchinoerabu |
|  |              |

|  | Bắc Tokara (Kuchinoshima, Nakanoshima) |
|  |                                        |
|  | Trung Tokara (Tairajima, Suwanosejima) |
|  |                                        |
|  | Nam Tokara (Takarajima)                |
|  |                                        |

| Hokusatsu (Bắc‑Tây Satsuma) | \| \| Izumi-Akune (và vùng xung quanh) \| \| \| \| \| \| Nagashima-Shishijima \| \| \| \| |
|                             | \| \| Izumi-Akune (và vùng xung quanh) \| \| \| \| \| \| Nagashima-Shishijima \| \| \| \| |
|                             | Izumi-Akune (và vùng xung quanh)                                                          |
|                             |                                                                                           |
|                             | Nagashima-Shishijima                                                                      |
|                             |                                                                                           |

|  | Izumi-Akune (và vùng xung quanh) |
|  |                                  |
|  | Nagashima-Shishijima             |
|  |                                  |

| Nam Satsuma | \| \| Nam bán đảo Satsuma (Makurazaki) \| \| \| \| \| \| Tây quần đảo Ōsumi (Kuroshima, Takeshima, Iōjima) \| \| \| \| |
|             | \| \| Nam bán đảo Satsuma (Makurazaki) \| \| \| \| \| \| Tây quần đảo Ōsumi (Kuroshima, Takeshima, Iōjima) \| \| \| \| |
|             | Nam bán đảo Satsuma (Makurazaki)                                                                                       |
|             | |
|             | Tây quần đảo Ōsumi (Kuroshima, Takeshima, Iōjima)                                                                      |
|             | |

|  | Nam bán đảo Satsuma (Makurazaki)                  |
|  |                                                   |
|  | Tây quần đảo Ōsumi (Kuroshima, Takeshima, Iōjima) |
|  |                                                   |

| Hokusatsu (Bắc‑Tây Satsuma) | \| \| Izumi-Akune (và vùng xung quanh) \| \| \| \| \| \| Nagashima-Shishijima \| \| \| \| |
|                             | \| \| Izumi-Akune (và vùng xung quanh) \| \| \| \| \| \| Nagashima-Shishijima \| \| \| \| |
|                             | Izumi-Akune (và vùng xung quanh)                                                          |
|                             |                                                                                           |
|                             | Nagashima-Shishijima                                                                      |
|                             |                                                                                           |

|  | Izumi-Akune (và vùng xung quanh) |
|  |                                  |
|  | Nagashima-Shishijima             |
|  |                                  |

| Nam Satsuma | \| \| Nam bán đảo Satsuma (Makurazaki) \| \| \| \| \| \| Tây quần đảo Ōsumi (Kuroshima, Takeshima, Iōjima) \| \| \| \| |
|             | \| \| Nam bán đảo Satsuma (Makurazaki) \| \| \| \| \| \| Tây quần đảo Ōsumi (Kuroshima, Takeshima, Iōjima) \| \| \| \| |
|             | Nam bán đảo Satsuma (Makurazaki)                                                                                       |
|             | |
|             | Tây quần đảo Ōsumi (Kuroshima, Takeshima, Iōjima)                                                                      |
|             | |

|  | Nam bán đảo Satsuma (Makurazaki)                  |
|  |                                                   |
|  | Tây quần đảo Ōsumi (Kuroshima, Takeshima, Iōjima) |
|  |                                                   |

| Hokusatsu (Bắc‑Tây Satsuma) | \| \| Izumi-Akune (và vùng xung quanh) \| \| \| \| \| \| Nagashima-Shishijima \| \| \| \| |
|                             | \| \| Izumi-Akune (và vùng xung quanh) \| \| \| \| \| \| Nagashima-Shishijima \| \| \| \| |
|                             | Izumi-Akune (và vùng xung quanh)                                                          |
|                             |                                                                                           |
|                             | Nagashima-Shishijima                                                                      |
|                             |                                                                                           |

|  | Izumi-Akune (và vùng xung quanh) |
|  |                                  |
|  | Nagashima-Shishijima             |
|  |                                  |

| Nam Satsuma | \| \| Nam bán đảo Satsuma (Makurazaki) \| \| \| \| \| \| Tây quần đảo Ōsumi (Kuroshima, Takeshima, Iōjima) \| \| \| \| |
|             | \| \| Nam bán đảo Satsuma (Makurazaki) \| \| \| \| \| \| Tây quần đảo Ōsumi (Kuroshima, Takeshima, Iōjima) \| \| \| \| |
|             | Nam bán đảo Satsuma (Makurazaki)                                                                                       |
|             | |
|             | Tây quần đảo Ōsumi (Kuroshima, Takeshima, Iōjima)                                                                      |
|             | |

|  | Nam bán đảo Satsuma (Makurazaki)                  |
|  |                                                   |
|  | Tây quần đảo Ōsumi (Kuroshima, Takeshima, Iōjima) |
|  |                                                   |

| Hokusatsu (Bắc‑Tây Satsuma) | \| \| Izumi-Akune (và vùng xung quanh) \| \| \| \| \| \| Nagashima-Shishijima \| \| \| \| |
|                             | \| \| Izumi-Akune (và vùng xung quanh) \| \| \| \| \| \| Nagashima-Shishijima \| \| \| \| |
|                             | Izumi-Akune (và vùng xung quanh)                                                          |
|                             |                                                                                           |
|                             | Nagashima-Shishijima                                                                      |
|                             |                                                                                           |

|  | Izumi-Akune (và vùng xung quanh) |
|  |                                  |
|  | Nagashima-Shishijima             |
|  |                                  |

| Nam Satsuma | \| \| Nam bán đảo Satsuma (Makurazaki) \| \| \| \| \| \| Tây quần đảo Ōsumi (Kuroshima, Takeshima, Iōjima) \| \| \| \| |
|             | \| \| Nam bán đảo Satsuma (Makurazaki) \| \| \| \| \| \| Tây quần đảo Ōsumi (Kuroshima, Takeshima, Iōjima) \| \| \| \| |
|             | Nam bán đảo Satsuma (Makurazaki)                                                                                       |
|             | |
|             | Tây quần đảo Ōsumi (Kuroshima, Takeshima, Iōjima)                                                                      |
|             | |

|  | Nam bán đảo Satsuma (Makurazaki)                  |
|  |                                                   |
|  | Tây quần đảo Ōsumi (Kuroshima, Takeshima, Iōjima) |
|  |                                                   |

| Hokusatsu (Bắc‑Tây Satsuma) | \| \| Izumi-Akune (và vùng xung quanh) \| \| \| \| \| \| Nagashima-Shishijima \| \| \| \| |
|                             | \| \| Izumi-Akune (và vùng xung quanh) \| \| \| \| \| \| Nagashima-Shishijima \| \| \| \| |
|                             | Izumi-Akune (và vùng xung quanh)                                                          |
|                             |                                                                                           |
|                             | Nagashima-Shishijima                                                                      |
|                             |                                                                                           |

|  | Izumi-Akune (và vùng xung quanh) |
|  |                                  |
|  | Nagashima-Shishijima             |
|  |                                  |

| Nam Satsuma | \| \| Nam bán đảo Satsuma (Makurazaki) \| \| \| \| \| \| Tây quần đảo Ōsumi (Kuroshima, Takeshima, Iōjima) \| \| \| \| |
|             | \| \| Nam bán đảo Satsuma (Makurazaki) \| \| \| \| \| \| Tây quần đảo Ōsumi (Kuroshima, Takeshima, Iōjima) \| \| \| \| |
|             | Nam bán đảo Satsuma (Makurazaki)                                                                                       |
|             | |
|             | Tây quần đảo Ōsumi (Kuroshima, Takeshima, Iōjima)                                                                      |
|             | |

|  | Nam bán đảo Satsuma (Makurazaki)                  |
|  |                                                   |
|  | Tây quần đảo Ōsumi (Kuroshima, Takeshima, Iōjima) |
|  |                                                   |

| Hokusatsu (Bắc‑Tây Satsuma) | \| \| Izumi-Akune (và vùng xung quanh) \| \| \| \| \| \| Nagashima-Shishijima \| \| \| \| |
|                             | \| \| Izumi-Akune (và vùng xung quanh) \| \| \| \| \| \| Nagashima-Shishijima \| \| \| \| |
|                             | Izumi-Akune (và vùng xung quanh)                                                          |
|                             |                                                                                           |
|                             | Nagashima-Shishijima                                                                      |
|                             |                                                                                           |

|  | Izumi-Akune (và vùng xung quanh) |
|  |                                  |
|  | Nagashima-Shishijima             |
|  |                                  |

| Nam Satsuma | \| \| Nam bán đảo Satsuma (Makurazaki) \| \| \| \| \| \| Tây quần đảo Ōsumi (Kuroshima, Takeshima, Iōjima) \| \| \| \| |
|             | \| \| Nam bán đảo Satsuma (Makurazaki) \| \| \| \| \| \| Tây quần đảo Ōsumi (Kuroshima, Takeshima, Iōjima) \| \| \| \| |
|             | Nam bán đảo Satsuma (Makurazaki)                                                                                       |
|             | |
|             | Tây quần đảo Ōsumi (Kuroshima, Takeshima, Iōjima)                                                                      |
|             | |

|  | Nam bán đảo Satsuma (Makurazaki)                  |
|  |                                                   |
|  | Tây quần đảo Ōsumi (Kuroshima, Takeshima, Iōjima) |
|  |                                                   |

| Hokusatsu (Bắc‑Tây Satsuma) | \| \| Izumi-Akune (và vùng xung quanh) \| \| \| \| \| \| Nagashima-Shishijima \| \| \| \| |
|                             | \| \| Izumi-Akune (và vùng xung quanh) \| \| \| \| \| \| Nagashima-Shishijima \| \| \| \| |
|                             | Izumi-Akune (và vùng xung quanh)                                                          |
|                             |                                                                                           |
|                             | Nagashima-Shishijima                                                                      |
|                             |                                                                                           |

|  | Izumi-Akune (và vùng xung quanh) |
|  |                                  |
|  | Nagashima-Shishijima             |
|  |                                  |

| Nam Satsuma | \| \| Nam bán đảo Satsuma (Makurazaki) \| \| \| \| \| \| Tây quần đảo Ōsumi (Kuroshima, Takeshima, Iōjima) \| \| \| \| |
|             | \| \| Nam bán đảo Satsuma (Makurazaki) \| \| \| \| \| \| Tây quần đảo Ōsumi (Kuroshima, Takeshima, Iōjima) \| \| \| \| |
|             | Nam bán đảo Satsuma (Makurazaki)                                                                                       |
|             | |
|             | Tây quần đảo Ōsumi (Kuroshima, Takeshima, Iōjima)                                                                      |
|             | |

|  | Nam bán đảo Satsuma (Makurazaki)                  |
|  |                                                   |
|  | Tây quần đảo Ōsumi (Kuroshima, Takeshima, Iōjima) |
|  |                                                   |

| Hokusatsu (Bắc‑Tây Satsuma) | \| \| Izumi-Akune (và vùng xung quanh) \| \| \| \| \| \| Nagashima-Shishijima \| \| \| \| |
|                             | \| \| Izumi-Akune (và vùng xung quanh) \| \| \| \| \| \| Nagashima-Shishijima \| \| \| \| |
|                             | Izumi-Akune (và vùng xung quanh)                                                          |
|                             |                                                                                           |
|                             | Nagashima-Shishijima                                                                      |
|                             |                                                                                           |

|  | Izumi-Akune (và vùng xung quanh) |
|  |                                  |
|  | Nagashima-Shishijima             |
|  |                                  |

| Nam Satsuma | \| \| Nam bán đảo Satsuma (Makurazaki) \| \| \| \| \| \| Tây quần đảo Ōsumi (Kuroshima, Takeshima, Iōjima) \| \| \| \| |
|             | \| \| Nam bán đảo Satsuma (Makurazaki) \| \| \| \| \| \| Tây quần đảo Ōsumi (Kuroshima, Takeshima, Iōjima) \| \| \| \| |
|             | Nam bán đảo Satsuma (Makurazaki)                                                                                       |
|             | |
|             | Tây quần đảo Ōsumi (Kuroshima, Takeshima, Iōjima)                                                                      |
|             | |

|  | Nam bán đảo Satsuma (Makurazaki)                  |
|  |                                                   |
|  | Tây quần đảo Ōsumi (Kuroshima, Takeshima, Iōjima) |
|  |                                                   |

|  | Bắc (Kami-Koshikijima)   |
|  |                          |
|  | Trung (Naka-Koshikijima) |
|  |                          |
|  | Nam (Shimo-Koshikijima)  |
|  |                          |

|  | bắc Tanegashima (Nishinoomote)         |
|  |                                        |
|  | nam Tanegashima (Nakatane, Minamitane) |
|  |                                        |

|  | Yakushima    |
|  |              |
|  | Kuchinoerabu |
|  |              |

|  | bắc Tanegashima (Nishinoomote)         |
|  |                                        |
|  | nam Tanegashima (Nakatane, Minamitane) |
|  |                                        |

|  | Yakushima    |
|  |              |
|  | Kuchinoerabu |
|  |              |

|  | Bắc Tokara (Kuchinoshima, Nakanoshima) |
|  |                                        |
|  | Trung Tokara (Tairajima, Suwanosejima) |
|  |                                        |
|  | Nam Tokara (Takarajima)                |
|  |                                        |

## Tình trạng hiện tại
Như mọi phương ngữ tiếng Nhật, tiếng nói truyền thống của Kagoshima nay dần bị tiếng Nhật chuẩn thay thế do sự chuẩn hoá giáo dục cùng truyền thông đại chúng, nhất là ở giới trẻ. Kết quả là nhiều đặc điểm có thể cho là đặc trưng cho tiếng Nhật Kagoshima đang dần lu mờ. Về mặt âm vị học, dạng vòm hoá của nguyên âm /e/ cùng sự lưu giữ phụ âm môi hoá /kʷ ɡʷ/ đang mất đi. Hơn nữa, những quá trình âm vị học (chẳng hạn sự hoà đúc nguyên âm và lượt bỏ nguyên âm cao), cũng như đặc điểm ngữ pháp, từ vựng riêng biệt của phương ngữ Kagoshima đều đang bị tiếng Nhật chuẩn xoá sổ.